# Gottmannsdorf
Gottmannsdorf is een plaats in de Duitse gemeente Heilsbronn, deelstaat Beieren, en telt 111 inwoners (2007).